# Ognisko wulkaniczne
Ognisko wulkaniczne – rodzaj ogniska magmowego, zasilającego magmą komorę wulkaniczną. W niektórych przypadkach ognisko wulkaniczne jest jednocześnie komorą wulkaniczną.